# Максимовка (Стерлитамакский район)
Максимовка (баш. Максимовка) — деревня в Стерлитамакском районе Республики Башкортостан Российской Федерации. Административный центр Максимовского сельсовета.

## География

### Географическое положение
Расстояние до:
- районного центра (Стерлитамак): 50 км,
- ближайшей ж/д станции (Стерлитамак): 50 км.

## Население
| 2002 | 2009 | 2010 |
| ---- | ---- | ---- |
| 330  | ↗341 | ↘293 |

Национальный состав
Согласно переписи 2002 года, преобладающая национальность — русские (62 %).